# سيباستيان فوتريخ
سيباستيان فوتريخ هو لاعب كرة قدم سويسري في مركز الوسط، ولد في 29 مايو 1990 في نوشاتيل في سويسرا. شارك مع منتخب سويسرا تحت 19 سنة لكرة القدم ومنتخب سويسرا تحت 20 سنة لكرة القدم ومنتخب سويسرا تحت 21 سنة لكرة القدم. أما مع النوادي، فقد لعب مع نادي سانت غالن ونادي سيون ونادي مونبلييه ونادي نوشاتل زاماكس.

## وصلات خارجية
- سيباستيان فوتريخ على موقع قاعدة بيانات كرة القدم.إي يو (الإنجليزية)
- سيباستيان فوتريخ على موقع ليكيب (الفرنسية)
- سيباستيان فوتريخ على موقع Soccerway.com (الإنجليزية)
- سيباستيان فوتريخ على موقع عالم كرة القدم.نت (الإنجليزية)
- سيباستيان فوتريخ على موقع AS.com (الإسبانية)